# Мироновка (Северо-Казахстанская область)
Мироновка (каз. Мироновка) — село в Тайыншинском районе Северо-Казахстанской области Казахстана. Административный центр Мироновского сельского округа. Код КАТО — 596064100.

## География
Находится на правом берегу реки Шагалалы (Чаглинка), примерно в 3 км к востоку от города Тайынша, административного центра района, на высоте 153 метров над уровнем моря.

## История
Основано в 1906 году переселенцами из Бахмутского уезда Екатеринославской губернии. Первоначально называлось Тобочня. Летом 1909 года по просьбе сельчан переименовано в Мироновку, по имени одного из жителей.

## Население
В 1999 году численность населения села составляла 705 человек (351 мужчина и 354 женщины). По данным переписи 2009 года в селе проживало 573 человека (286 мужчин и 287 женщин).

## Известные уроженцы
В селе родился Герой Советского Союза Владимир Савва.